# 37163 Huachucaclub
37163 Huachucaclub este un asteroid din centura principală de asteroizi.

## Descriere
37163 Huachucaclub este un asteroid din centura principală de asteroizi. A fost descoperit pe 19 noiembrie 2000 la Junk Bond Observatory de Jeffrey S. Medkeff și David B. Healy. Asteroidul prezintă o orbită caracterizată de o semiaxă mare de 2,57 ua, o excentricitate de 0,17 și o înclinație de 15,6° în raport cu ecliptica.